# Cerion (slak)
Cerion is een geslacht van weekdieren uit de klasse van de Gastropoda (slakken).

## Soort
- Cerion uva (Linnaeus, 1758)